# Diego Vera
Diego Daniel Vera Méndez (Montevidéu, 5 de janeiro de 1985) é um futebolista uruguaio que atua como atacante. Atualmente, joga pelo Curicó Unido.